# Ronald Fisher
Sir Ronald Aylmer Fisher, Thành viên Hội khoa học Hoàng gia (17 tháng 2 năm 1890 – 29 tháng 7 năm 1962) là một nhà thống kê, sinh học tiến hóa, thuyết ưu sinh và di truyền học người Anh. Theo lời Anders Hald mô tả, ông là "một thiên tài gần như tự mình tạo ra nền tảng cho ngành khoa học thống kê hiện đại," và Richard Dawkins mô tả ông là "nhà sinh vật học vĩ đại nhất kể từ sau thời của Darwin".